# ベルトーネ
ベルトーネ（Bertone）は、イタリア・トリノを本拠地とする自動車関連企業である。1912年にカロッツェリアとして創業し、自動車のデザインや試作を行うカロッツェリア・ベルトーネ（Carrozzeria Bertone ）と、鉄道車両の設計や建築など自動車以外の部門に会社が分かれた。
ボディ制作部門のカロッツェリア・ベルトーネは多額の負債を抱えて2008年に事実上倒産、現在はカロッツェリア・ベルトーネ以外の部門を統合し、ベルトーネ・デザイン（Bertone Design）として再出発、車のデザインを含めたクルマ全体の設計活動を進めていたが資金繰りの悪化により、2014年に裁判所に破産の申請の手続きに入り、2015年3月末に二度目の倒産となった。

## 概要
1960年代、創業者の息子で2代目のヌッチオ・ベルトーネの時代に、それまでの一品製作の工房から、デザイン提案と試作車製作、さらに少規模ながら量産メーカーへと発展した。ヌッチオの時代には、フランコ・スカリオーネ、ジョルジェット・ジウジアーロ、マルチェロ・ガンディーニといった有力デザイナーが活躍していた。

## 近況
1997年にヌッチオが死去した後、製造部門の経営は悪化の一途となり、2005年をもって量産は終了、2006年9月には休業状態に陥っていた。4つの主要建物と1,140人の従業員を擁するベルトーネ工場には年間70,000台の生産能力があるとされ、2009年中にフィアットが買収し、クライスラー車の生産工場に転換されることが明らかになっている。また、グルリアスコ工場の設備・不動産に関しても、2009年中の売却が決定している。
2009年8月、イタリア政府機関はフィアットによるベルトーネ買収を承認している。ただし、一連のベルトーネ再建案では、同社のデザイン部門は影響を受けないという。
2013年7月、ベルトーネ・デザインで内外装をデザインしたボンバルディアおよびアンサルドブレーダ社製の最新Frecciarossa（ETR400）のプレス発表が行われ、ベルトーネ・デザインのCEOであるアルドチンゴラーニも立ち会った。

## 設計・生産車種
- 自社ブランド
  - GB110（2022年）
  - ヌッチオ（2014年）
  - マンティデ（英語版）（2009年）
  - スアーニャ（2006年）
  - ビルサ（2003年）
  - スリム (2000年)
  - ピックスター (1998年)
  - ブリッツ（1992年）
  - フリークライマー II（ダイハツ・フェローザベース）
  - フリークライマー（1989年-1992年）
  - ジェネシス（1988年）
  - ラマッロ（1984年）
  - X1/9（1982年-1989年）
  - リトモカブリオ（1981年-1988年）
  - ピラーナ（1967年）
  - テステュード（英語版）（1963年）

- アウトビアンキ
  - A112 ルナバウト（英語版）（1969年）

- アストンマーティン
  - ジェット II（英語版）（2004年）

- アルファロメオ
  - パンディオン（2010年）
  - アルファ GT（2003年-2010年）
  - ベッラ（英語版）（1999年）
  - スポルトゥット（英語版）（1997年）
  - デルフィーノ（英語版）（1983年）
  - ナバホ（1976年）
  - モントリオール（1970年-1977年）
  - カラボ（1968年）
  - ジュリアクーペ（1963年-1977年）

- イノチェンティ
  - ランブレッタ

- オペル
  - スラローム（英語版）（1996年）
  - アストラ・クーペ/カブリオ

（クーペ 1999年）（カブリオレ 1993年・2000年）
- キャデラック
  - ヴィッラ（ドイツ語版）（2005年）

- シトロエン
  - エグザンティア（1993年-2001年）
  - XM（1989年-2000年）
  - ZX（1986年-1997年）
  - BX（1982年-1994年）
  - GS カマルグ（1972年）

- ジャガー
  - B99（2011年）
  - XJ アスコット（1977年）

- フィアット
  - バルケッタ・コンセプト（2007年）
  - リトモ（1978年-1988年）
  - X1/9（1972年-1982年）
  - プント・カブリオ（1994年）
  - チンクエチェント・ラッシュ（1992年）

- フェラーリ
  - 308GT レインボー（1976年）
  - ディーノ・308GT4（1973年-1980年）
  - 250GT SWB スペチアーレ（1962年）

- ポルシェ
  - カリスマ（1994年）

- ボルボ
  - ツンドラ（1979年）
  - 262C（英語版）（1977年-1981年）

- マツダ
  - ファミリア（1963年）セダン型
  - ルーチェ（1966年）セダン型

- ランチア
  - カヤック（1995年）
  - ストラトス（1974年-1975年）
  - ストラトス・ゼロ（1970年）

- ランボルギーニ
  - プレグンタ（1998年）
  - P147 アコスタ（1997年）
  - アトン（1980年）
  - ブラボー（1974年）
  - カウンタック（1974年-1990年）
  - マルツァル（1967年）
  - ミウラ（1966年-1973年）

- ロータス
  - エモーション（1991年）

- BMW
  - 2800 スピカップ（1969年）

- NSU
  - トラペゼ（イタリア語版）（1973）